# Penessil
Penessil was volgens de legende, zoals beschreven door Geoffrey van Monmouth, koning van Brittannië. Hij werd voorgegaan door koning Samuil en werd opgevolgd door zijn zoon Pir. Koning Penessil regeerde van 135 v.Chr. - 130 v.Chr.